# Berufswegekonferenz
Eine Berufswegekonferenz ist eine Einrichtung zur Findung und Auswahl von Zielen und Möglichkeiten der beruflichen Zukunft von Betroffenen, z. B. Behinderten, unter Einbeziehung möglichst aller beteiligten Personen, Einrichtungen und Ämter:  z. B. Agentur für Arbeit, Integrationsamt, Versorgungsamt, Rehabilationsberater (kurz: Rehaberater), Eltern bzw. Erziehungsberechtigte oder bei Volljährigen gesetzlichen Betreuern, Rehabilitations-, Sozialversicherungs- oder anderen Kostenträgern wie Rentenversicherung, Krankenkasse, Pflegekasse.
Sie unterliegt Länderrecht.